# هالتوم سيتي (تكساس)
هالتوم سيتي (بالإنجليزية: Haltom City)‏ هي مدينة أمريكية تقع في ولاية تكساس.تبلغ مساحة هذه المدينة 32.1 (كم²)،ويبلغ عدد سكانها 42409 نسمة حسب إحصاء سنة 2010 م. تشير إحصاءات سنة 2000م بأن الكثافة السكانية في هذه المدينة تقدر بـ(1215.9) نسمة/كم2.